# Gerardo Varela
Gerardo Victorino Varela Alfonso (15 de junio de 1963) es un abogado y político chileno. Se desempeñó como ministro de Educación, entre el 11 de marzo y el 9 de agosto de 2018.

## Primeros años de vida
Por parte de su madre, Esperanza Alfonso González, es nieto de Pedro Enrique Alfonso, quién fuera ministro de estado y candidato presidencial del Partido Radical.
Varela realizó sus estudios de educación básica y media en el Saint George's College de Santiago, y posteriormente ingresó a la carrera de Derecho en la Universidad de Chile. Se tituló de abogado en 1990 y desde entonces es parte del estudio jurídico Cariola, Diez, Pérez-Cotapos & Cía., donde asumió como socio en 1996.

### Matrimonio e hijos
Está casado con Elena Barros, y es padre de cuatro hijos: Elena, Gerardo, Lucas y Sara.

## Vida pública
Ha ejercido como director de la Fundación Para el Progreso, la Fundación Emplea del Hogar de Cristo, EducaUC y del Observatorio Judicial. En 2010 asumió como presidente de Soprole.
Fue designado por el presidente Sebastián Piñera como ministro de Educación de su segundo gobierno, asumiendo el 11 de marzo de 2018. Durante la tarde del 9 de agosto del mismo año trascendió en la prensa que sería removido de su cargo, lo cual ocurrió más tarde ese mismo día, siendo sucedido por Marcela Cubillos. Esto sucede días después de que el presidente señalara: «No vamos a hacer un cambio de gabinete por una palabra más o menos», luego de las controversiales declaraciones de Varela.
En 2019, se comenzó la investigación de una querella criminal en contra de cinco directores de Prolesur por supuestamente extinguir una deuda a su empresa hermana Soprole. La querella fue retirada luego de constatar que no se configuraba delito alguno. En el escrito de retiro de querella los cinco directores renunciaron a ejercer acciones en contra de los querellantes. Los directores fueron sobreseídos total y definitivamente el 2 de diciembre de 2019.

## Controversias

### Declaraciones
Desde antes de su asunción como ministro de Educación, Varela fue criticado por su poca experiencia política y por sus opiniones en materia educativa, que había plasmado en diferentes columnas en El Mercurio y El Líbero, como aquella en donde afirmaba que «la Educación es un derecho y también un bien económico».
Ya como ministro, realizó varias declaraciones desafortunadas a la prensa, que incluso fueron calificadas como «Varelicosas» en referencia a las «Piñericosas» de Piñera. En abril de 2018, se refirió al tema de los preservativos, en que indicó que él personalmente le compraba a sus hijos los condones y que estos necesitaban más de 3 porque eran unos «campeones». El tema fue ampliamente criticado en Internet. En mayo de 2018 se refirió al acoso a mujeres, durante una intervención en el Senado, mencionado que eran «pequeñas humillaciones», lo que fue rechazado de manera inmediata.
En julio de 2018 fue criticado por proponer que los problemas de infraestructura de los colegios públicos fueran reparados con recursos obtenidos de bingos realizados por la propia comunidad escolar, y por reclamar contra aquellos que exigen que «el Estado se haga cargo de todo». Tras las críticas realizadas por la expresidenta Michelle Bachelet, Varela insistió en sus dichos el 9 de agosto, diciendo que «en el mejoramiento de la calidad la verdad es que no sobra nada y ojalá tengamos más estado y más bingos». Ese mismo día fue removido del cargo.